# Jacob Friis
Jacob Fischer Friis (Aalborg, Dinamarca, 11 de diciembre de 1976) es un exjugador y entrenador de fútbol danés. Actualmente dirige a la selección de Finlandia.

## Trayectoria

### Como jugador
Friis fue capitán del equipo de reserva del Aalborg BK, que jugó en la serie danesa de cuarta división antes de retirarse debido a una lesión en la temporada 2002-03. Asimismo, jugó también durante dos años en el Aalborg Chang (1999-2001).

### Como entrenador

#### Inicios
Friis comenzó su carrera como entrenador en el marco de un trabajo como entrenador asistente del equipo de la Aalborg BK de la Serie 3 de la séptima división. Después continuó como asistente del equipo de reserva, disputando la Serie de Dinamarca de la cuarta división, donde permaneció hasta el verano de 2006.
En el verano de 2006, viajó a México para enseñar inglés en el Instituto CEFI y entrenar al equipo de fútbol. Sin embargo, su trabajo allí no fue satisfactorio y en su lugar surgió la oportunidad de formar parte del cuerpo técnico del equipo universitario de Tigres UANL.

#### Aalborg BK
En enero de 2016, se convirtió en asistente técnico del Aalborg BK bajo la dirección técnica de Lars Søndergaard.Después de dos años en el mismo rol, asumió como entrenador interino del primer equipo en noviembre de 2018.Un mes más tarde, fue ratificado hasta el final de la temporada.El 29 de noviembre de 2020, presentó su renuncia al cargo por motivos personales.

#### Viborg
El 3 de febrero de 2022, fue nombrado al frente del Viborg, dejando su trabajo como entrenador de la selección femenina sub-19 de Dinamarca.Luego de dirigir 76 encuentros, dejó su cargo en el fútbol danés en noviembre de 2023 para convertirse en asistente técnico de Jess Thorup en el Augsburgo.

#### Selección de Finlandia
El 20 de enero de 2025, fue anunciado como entrenador de la selección de Finlandia y firmó un contrato inicial por tres años.

## Clubes

### Como jugador
| Club          | País      | Año       |
| ------------- | --------- | --------- |
| Aalborg Chang | Dinamarca | 1999-2001 |
| Aalborg BK    | Dinamarca | 2001-2003 |

### Como entrenador
| Club                                   | País      | Año           | PJ  | PG | PE | PP | Rendimiento |
| -------------------------------------- | --------- | ------------- | --- | -- | -- | -- | ----------- |
| Aalborg BK                             | Dinamarca | 2018-2020     | 67  | 27 | 13 | 24 | 46.77%      |
| Selección femenina sub-19 de Dinamarca | Dinamarca | 2021-2022     | 8   | 7  | 1  | 0  | 91.67%      |
| Viborg                                 | Dinamarca | 2022-2023     | 76  | 34 | 19 | 23 | 53.07%      |
| Selección de Finlandia                 | Finlandia | 2025-presente |     |    |    |    |             |
| Total                                  | Total     | Total         | 151 | 68 | 33 | 47 | 52.32%      |